# جامعة السودان العالمية

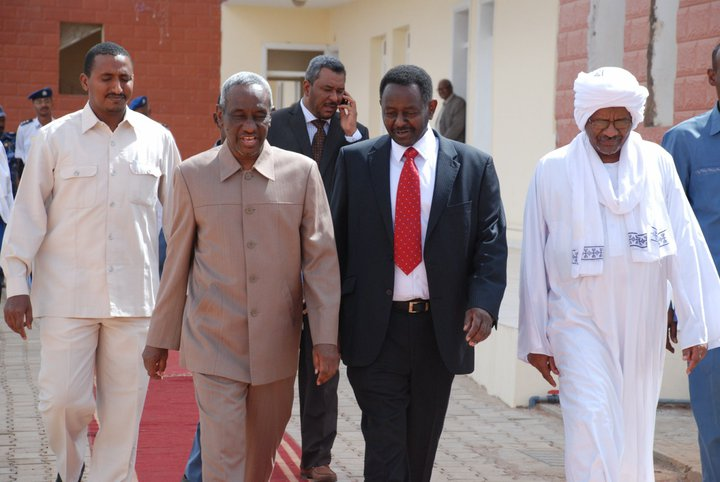
النائب السابق لرئيس السودان علي عثمان محمد طه ورئيس الجامعة بروفيسور بكري عثمان سعيد في زيارة للجامعة

جامعة السودان العالمية هي جامعة خاصة تأسست في عام 1990 تقع في الخرطوم السودان وقد ساهم في تأسيسها عدد كبير من الشخصيات السودانية والعربية ويديرها حاليا بروفيسور بكري عثمان سعيد وهي مؤسسة أكاديمية ذات أسلوب تعلم مميز ورؤية عالمية.
على مدى السنوات القليلة الماضية، استعرضت الجامعة هياكلها من أجل أن تكون في مقدمة الخط التعليمي وطنيا عالميا، وإدراكا منها في دورها العام تسعى الجامعة لإنشاء دورات ذات صلة مع احتياجات البلاد للوقت الحالي، كما قد تم اعتماد كافة برامج الجامعة من قِبل وزارة التعليم العالي والبحث العلمي في السودان والاتحاد العالمي للجامعات وإتحاد الجامعات العربية واتحاد الجامعات الأفريقية واتحاد جامعات العالم الإسلامي واتحاد مجالس البحث العلمي العربي، كما تحتل الجامعة الترتيب التاسع وطنيا، وتشمل الجامعة عشرة كليات كما تشمل مركز للغة الإنجليزية وتمتلك الجامعة مستشفى تعليمي خاص بها مستشفى سارة وغنيمة - جامعة السودان العالمية.

## اهداف الجامعة
1- ان تصبح مؤسسة عالميه للتعليم العالي والتدريب والبحث.
2- خلق فرص التعليم الجامعي للطلاب السودانيين والاجانب.
3- تعزيز الهوية الوطنية وتأصيلها من خلال برامج تعليمية متنوعة وتنافسية عميقة.
4- توسيع المعرفة عن طريق تشجيع البحث العلمي.
5- التقدم في الدراسات المتميزة وخاصة تلك المتعلقة بالتكنولوجيا والإبداع.
6- تأسيس العلاقات الثقافية والعلمية مع الجامعات والمؤسسات الشهيرة.

## الكليات

### تضم الجامعة الكليات والتخصصات الآتية:-
| كلية الطب                                                          | كلية طب الأسنان (ميكانيكا الفم)                 | كلية الصيدلة                                                | كلية المختبرات الطبية | كلية التمريض                              | كلية العلوم الإدارية | كلية الاقتصاد والدراسات المالية والمصرفية                                                                                         | كلية الحوسبة ونظم المعلومات                                                                                                  | كلية الفندقة والسياحة                                                     | كلية الهندسة | كلية الشبكات العالمية. |
| ------------------------------------------------------------------ | ----------------------------------------------- | ----------------------------------------------------------- | --- | ----------------------------------------- | --- | --- | --- | ------------------------------------------------------------------------- | --- | ---------------------- |
| تمنح الكلية درجة بكالريوس الطب والجراحة (MBBS) في خمس سنوات دراسية | تمنح الكلية درجة البكالريوس في خمس سنوات دراسية | تمنح الكلية درجة البكالريوس في الصيدلة في خمس سنوات دراسية. | تمنح الكلية درجة البكالريوس في أربع سنوات في علوم المختبرات الطبية في التخصصات الآتيه: 1\ الكيمياء السريرية 2\ الأحياء الدقيقة الطبية 3\ أمراض الدم والمناعه 4\ الانسجة المريضة والخلايا 5\ الطفيليات الطبية والحشرات | تمنح الكلية درجة البكالريوس في أربع سنوات | تمنح الكلية درجة البكالريوس مرتبة الشرف في العلوم الإدارية في أربع سنوات في التخصصات الآتية: 1\ إدارة أعمال 2\ المحاسبة 3\ نظم المعلومات الإدارية والتسويق | تمنح الكلية درجة البكالريوس مرتبة الشرف في أربع سنوات في التخصصات الأتية: 1\ الاقتصاد والطرق الكمية 2\ الدراسات المصرفية والمالية | تمنح الكلية درجة بكالريوس مرتبة الشرف في تقنية المعلومات في أربع سنوات في التخصصات الآتية: 1\ حوسبة الأعمال 2\ إدارة الشبكات | تمنح الكلية درجة البكالريوس مرتبة الشرف في الفندقة والسياحة في أربع سنوات | تمنح الكلية درجة البكالريوس في التخصصات الاتية: 1\ الهندسة الطبية 2\ الهندسة الإلكترونية 3\ هندسة الشبكات والاتصالات 4\ هندسة نظم الحاسوب 5\ بكالريوس الشرف في الهندسة المدنية 6\ بكالريوس الشرف في الهندسة الكهربائية (انظمة القدرة – انظمة التحكم) 7\بكالريوس الشرف في هندسة العمارة 8\ بكالريوس هندسة ميكاترونكس |                        |

## المكتبة
تضم الجامعة مكتبه نحتوي على مايقارب 6000 كتاب من مختلف اهتمامات العلوم الانسانيه والطبيه والصحيه التي تعين الطلاب في الحصول على المعلومه بطريقة ميسره ومريحه كما تتوفر بالجامعة مكتبة إلكترونية تحتوي على عدد مقدر من اجهزة الحاسوب الالي المتصلة بشبكة الإنترنت

## الموقع
تقع مباني جامعة السودان العالميه في مدينه الخرطوم حيث تتوزع المباني في مدينتي اركويت والازهري (المجمع الطبي والهندسي)حيث تضم مباني اركويت كليات السياحة والفندقه وكليات علوم الحاسوب والاقتصاد وغيرها بينما تضم مباني مجمع الازهري كليات الطب كافه بالاضافه إلى كليات الهندسة بكافه اقسامها، كما يقع المستشفى الجامعي في منظقه الامتداد الدرجة الثالثه حي رقم 8.

## وصلات خارجية
- قائمة الجامعات في السودان